# Tyrone Wallace
Tyrone Tyrin Wallace jr. (Bakersfield, 10 giugno 1994) è un cestista statunitense.

## Carriera
È stato selezionato dagli Utah Jazz al secondo giro del Draft NBA 2016 (60ª scelta assoluta).

## Statistiche

### College
| Anno      | Squadra         | PG  | PT  | MP   | TC%  | 3P%  | TL%  | RP  | AP  | PRP | SP  | PP   |
| --------- | --------------- | --- | --- | ---- | ---- | ---- | ---- | --- | --- | --- | --- | ---- |
| 2012-2013 | Calif. G. Bears | 33  | 23  | 28,2 | 34,2 | 22,4 | 53,4 | 4,4 | 2,6 | 0,8 | 0,5 | 7,2  |
| 2013-2014 | Calif. G. Bears | 35  | 33  | 31,1 | 43,0 | 32,1 | 62,5 | 4,1 | 2,7 | 1,3 | 0,5 | 11,3 |
| 2014-2015 | Calif. G. Bears | 33  | 33  | 34,9 | 42,5 | 31,8 | 60,6 | 7,1 | 4,0 | 1,3 | 0,3 | 17,1 |
| 2015-2016 | Calif. G. Bears | 28  | 25  | 32,2 | 44,0 | 29,8 | 64,9 | 5,3 | 4,4 | 1,0 | 0,4 | 15,3 |
| Carriera  | Carriera        | 129 | 114 | 31,6 | 41,5 | 29,2 | 61,3 | 5,2 | 3,4 | 1,1 | 0,4 | 12,6 |

### NBA

#### Regular Season
| Anno      | Squadra       | PG  | PT | MP   | TC%  | 3P%  | TL%  | RP  | AP  | PRP | SP  | PP  |
| --------- | ------------- | --- | -- | ---- | ---- | ---- | ---- | --- | --- | --- | --- | --- |
| 2017-2018 | L.A. Clippers | 30  | 19 | 28,4 | 44,5 | 25,0 | 78,2 | 3,5 | 2,4 | 0,9 | 0,4 | 9,7 |
| 2018-2019 | L.A. Clippers | 62  | 0  | 10,1 | 42,4 | 21,1 | 52,6 | 1,6 | 0,7 | 0,3 | 0,1 | 3,5 |
| 2019-2020 | Atlanta Hawks | 14  | 0  | 11,4 | 31,8 | 6,7  | 64,7 | 1,6 | 0,9 | 0,5 | 0,1 | 2,9 |
| 2021-2022 | N.O. Pelicans | 6   | 0  | 12,5 | 35,0 | 25,0 | 20,0 | 1,3 | 0,2 | 0,5 | 0,2 | 2,8 |
| Carriera  | Carriera      | 112 | 19 | 15,3 | 42,2 | 20,7 | 65,6 | 2,1 | 1,1 | 0,5 | 0,2 | 5,1 |

#### Playoffs
| Anno     | Squadra       | PG | PT | MP  | TC%  | 3P% | TL%  | RP  | AP  | PRP | SP  | PP  |
| -------- | ------------- | -- | -- | --- | ---- | --- | ---- | --- | --- | --- | --- | --- |
| 2019     | L.A. Clippers | 2  | 0  | 5,5 | 25,0 | -   | 66,7 | 0,5 | 1,5 | 0,0 | 0,0 | 2,0 |
| Carriera | Carriera      | 2  | 0  | 5,5 | 25,0 | -   | 66,7 | 0,5 | 1,5 | 0,0 | 0,0 | 2,0 |

### G League
| Anno      | Squadra          | PG | PT | MP   | TC%  | 3P%  | TL%  | RP  | AP  | PRP | SP  | PP   |
| --------- | ---------------- | -- | -- | ---- | ---- | ---- | ---- | --- | --- | --- | --- | ---- |
| 2016-2017 | S.L.C. Stars     | 38 | 15 | 26,8 | 45,3 | 24,2 | 69,7 | 3,9 | 3,7 | 1,3 | 0,3 | 14,8 |
| 2017-2018 | A.C. Clippers    | 26 | 25 | 33,2 | 51,0 | 25,0 | 67,1 | 6,3 | 5,5 | 1,5 | 0,9 | 22,6 |
| 2019-2020 | C.P. Skyhawks    | 2  | 2  | 32,5 | 53,6 | 55,6 | 80,0 | 5,0 | 4,5 | 1,0 | 0,5 | 20,5 |
| 2019-2020 | A.C. Clippers    | 2  | 0  | 22,8 | 50,0 | 33,3 | 50,0 | 3,5 | 2,5 | 1,0 | 0,5 | 13,5 |
| 2020-2021 | A.C. Clippers    | 11 | 10 | 31,6 | 45,3 | 28,6 | 65,8 | 6,3 | 3,3 | 1,5 | 0,3 | 16,6 |
| 2021-2022 | Long Island Nets | 18 | 11 | 35,6 | 48,9 | 43,1 | 74,5 | 6,1 | 5,7 | 1,3 | 0,6 | 21,1 |
| Carriera  | Carriera         | 97 | 63 | 30,8 | 48,2 | 33,3 | 69,1 | 5,2 | 4,5 | 1,4 | 0,5 | 18,3 |

### Eurocup
| Anno      | Squadra      | PG | PT | MP   | TC%  | 3P%  | TL%  | RP  | AP  | PRP | SP  | PP   |
| --------- | ------------ | -- | -- | ---- | ---- | ---- | ---- | --- | --- | --- | --- | ---- |
| 2022-2023 | Paris        | 15 | 14 | 28,3 | 45,8 | 26,9 | 83,6 | 3,7 | 5,0 | 1,5 | 0,1 | 15,7 |
| 2023-2024 | Türk Telekom | 19 | 19 | 33,9 | 42,2 | 39,1 | 78,8 | 4,2 | 3,8 | 1,7 | 0,4 | 17,9 |
| Carriera  | Carriera     | 34 | 33 | 31,4 | 43,7 | 34,2 | 80,8 | 3,9 | 4,4 | 1,6 | 0,3 | 16,9 |